# Ibrahim Isaac Sidrak
Ibrahim Isaac Sidrak (Koptisch: ⲁⲃⲣⲁϩⲁⲙ ⲓⲥⲁⲁⲕ ⲥⲉⲇⲣⲁⲕ, Arabisch: إبراهيم إسحاق سدراك) (Beni-Chokeir, 19 augustus 1955) is een Egyptisch geestelijke en patriarch van de Koptisch-katholieke Kerk.
Sidrak werd op 7 februari 1980 tot priester gewijd. Op 29 september 2002 werd hij gekozen als bisschop van het bisdom Minya; deze keuze werd op 5 oktober 2002 bevestigd door paus Johannes Paulus II. Zijn bisschopswijding vond plaats op 15 november 2002.
Op 15 januari 2013 werd Sidrak door de synode van de Koptisch-katholieke Kerk gekozen als patriarch van Alexandrië. Hij was de opvolger van Antonios Naguib, die op dezelfde dag om gezondheidsredenen met emeritaat was gegaan. De keuze van de synode werd op 18 januari 2013 bevestigd door paus Benedictus XVI.